# Demence
Demence je závažná mozková choroba zapříčiněná degenerativními změnami v mozkové tkáni. Jejich podstatou jsou poté rozličné chorobné procesy a poškození, jako jsou Alzheimerova a Huntingtonova choroba, Frontotemporální lobární degenerace, či vzácná Creutzfeldtova–Jakobova nemoc. Většina forem demence postihuje jedince nad 60 let, nicméně v 19. století byla demence poměrně častá i mezi 30, 40 lety – nejobvykleji se jednalo o, dnes již vzácnou, progresivní paralýzu, tj. parenchymatózní syfilis. Ale i dnes je předčasná demence poměrně častý jev (AIDS dementia complex, mozkové nádory, různorodé heredopatie, atd.)
Ústředními příznaky demence je progresivní deteriorace rozumových schopností a změny osobnosti. Nejčasněji bývá postižena krátkodobá, později i dlouhodobá paměť, porušen je také úsudek a časoprostorová orientace, včetně ostatních kognitivních schopností, jakými je pozornost, schopnost komunikace, abstraktní myšlení a rozpoznávací funkce. Osobnost nemocného se postupně rozpadá, četné obtíže pro něj představují i běžné každodenní činnosti a jeho společenská role, pacient zapomíná již naučené úkony, jakými je oblékání, příprava jídla a hygiena, ztrácí své osobní věci, bloudí ve svém bydlišti. Tyto projevy velmi často doprovázejí i poruchy nálady, nezvyklé chování, nebo epizodické stavy zmatenosti (delirium) s hrozbou pádu.
V případě afektivních poruch jsou nejčastějšími deprese, úzkost a apatie, zřídkavé ovšem nejsou ani euforie, mánie, či tzv. moria (rozjařené, nicméně velmi nevhodné chování, obtěžování, plané vtipkování, zlomyslnost). Objevují se i příznaky psychózy – halucinace, iluze, paranoia, nepřiléhavé emoce, nejčastěji pod obrazem deliria. Vzhledem k organické povaze demence se, v závislosti na původě onemocnění, projevují i poruchy hybnosti a rovnováhy, případné paralýzy a parestezie či extrapyramidové příznaky (tremor, pohybová rigidita).
Velmi významnou vlastností demence je ztráta již získaných duševních schopností, nikdy tedy nelze hovořit o demenci vrozené. Nejčastější formou demence je poté Alzheimerova choroba, frontotemporální a vaskulární demence. Prvotní příznaky demence se obvykle projevují jako postupné oslabování inteligence, schopnosti rozpoznávání a paměti, změny osobnosti, apatie a úpadek volní činnosti. V preseniu (do 50 až 60 let) bývá demence většinou sekundární, tj. v rámci jiného onemocnění (Pellagra, syfilis, AIDS, mozkové nádory, aj.)
Syndrom demence představuje komplexní zdravotnický, sociální, právní i ekonomický problém.

## Podoby demence

### Základní rozdělení
Demenci rozlišujeme ve dvou základních druzích, dle výskytu prvních příznaků:
- Presenilní (např. progresivní paralýza (syfilis), spongiformní encefalopatie, PML, Wilsonova choroba, Huntingtonova nemoc)
- Stařecká, tzv. senilní (např. demence u Parkinsonovy nemoci, Alzheimerova choroba, Pickova nemoc)

### Další rozdělení

#### Primární
- Atroficko-degenerativní (např. Alzheimerova choroba, Frontotemporální lobární degenerace)
- Ischemicko-vaskulární (např. mozek není dostatečně okysličován (hypoxie), multiinfarktová demence)

#### Sekundární
- Symptomatická
  - Infekce (v posledních stádiích AIDS a syfilis, Kuru, Herpetická encefalitida)
  - Metabolické, aj. poruchy (Wilsonova choroba, Wernickeova encefalopatie, Hypotyreóza)
  - Expanzivní nitrolební děje (mozkový nádor, normotenzní hydrocefalus)
  - Toxické (Alkoholová d., po dlouhodobém užívání toluenu)
  - Traumatické (Dementia pugilistica)

## Rizikové faktory
Onemocnění se rozvíjí převážně ve stáří. Rizikovými faktory pak jsou:

### Nevhodná výživa
- alkoholismus[1][2]
- obezita[1], přejídání, viscerální tuk[zdroj?]
- podvýživa, nedostatek některých živin, nekvalitní potraviny (nedostatek čerstvých, nezávadných potravin)[zdroj?]

### Další poruchy v životosprávě
- nedostatek spánku[1]
- stres (zejména chronický) - nedostatečná relaxace
- drogová závislost
- znečištěné ovzduší, nikotinismus[1]

### Jiné onemocnění či trauma
- vysoký krevní tlak[1]
- nedoslýchavost[1]
- AIDS[zdroj?]
- mozkový nádor
- otřesy mozku[1]

### Psychické
- nutnost opustit domov a blízké[3]
- manželství[4]